# Campagnac-lès-Quercy
Campagnac-lès-Quercy è un comune francese di 314 abitanti situato nel dipartimento della Dordogna nella regione della Nuova Aquitania.

## Società

### Evoluzione demografica
Abitanti censiti